# کارکس لوتئا
کارکس لوتئا (نام علمی: Carex lutea) نام یک گونه از سرده جگن است.